# Ayyoub Bouaddi
Ayyoub Bouaddi (Senlis, 2 de outubro de 2007) é um futebolista francês que atua como meio-campista. Atualmente, joga pelo Lille.

## Carreira
Ayyoub Bouaddi ingressou na equipe juvenil do Lille em 2021. No dia 21 de agosto de 2023, assinou seu primeiro contrato professional com o Lille com apenas 15 anos, sendo válido até junho de 2026.
Estreou pela equipe profissional no dia 5 de outubro de 2023, contra o KÍ pela Liga Conferência.
No dia 2 de outubro de 2024, para seu aniversário de dezessete anos, Bouaddi jogou como titular em uma vitória por 1–0 contra o Real Madrid na Liga dos Campeões.

## Estatísticas
Atualizadas até 3 de outubro de 2024.[carece de fontes?]

#### Profissional
| Equipe            | Temporada         | Campeonato nacional | Campeonato nacional | Copa nacional | Copa nacional | Competições continentais | Competições continentais | Total | Total |
| Equipe            | Temporada         | Jogos               | Gols                | Jogos         | Gols          | Jogos                    | Gols                     | Jogos | Gols  |
| ----------------- | ----------------- | ------------------- | ------------------- | ------------- | ------------- | ------------------------ | ------------------------ | ----- | ----- |
| Lille             | 2022–23           | 9                   | 0                   | 3             | 0             | 6                        | 0                        | 18    | 0     |
| Lille             | 2023–24           | 5                   | 0                   | 0             | 0             | 2                        | 0                        | 7     | 0     |
| Total na carreira | Total na carreira | 14                  | 0                   | 3             | 0             | 8                        | 0                        | 25    | 0     |